# 三甲基叠氮硅烷
三甲基叠氮硅烷 ((CH3)3SiN3) 是一种有机化合物，是有机化学里的一种试剂。

## 制备
三甲基叠氮硅烷是可以购买的。 它可以由三甲基氯硅烷和叠氮化钠化合而成：
TMSCl + NaN3 → TMSN3 + NaCl (TMS = (CH3)3Si)

## 应用
在众多反应里，三甲基叠氮硅烷是比叠氮酸更安全的物质。但是，随着时间的流逝，三甲基叠氮硅烷水解会变成叠氮酸，因此必须无水分保存。 它在奥司他韦全合成里被使用。

## 安全性
三甲基叠氮硅烷不可以和水、氧化剂和酸存放在一起。 2014年，明尼苏达大学的一名研究生在合成大量三甲基叠氮硅烷时发生的爆炸中受伤。 